# Alain Markusfeld
 (janvier 2021).
Alain Markusfeld est un auteur-compositeur et musicien français autodidacte, ayant participé à la scène rock française des années 1970-1980.
Ses compositions ont ensuite évolué vers le jazz contemporain.
Un album vinyle paraît en 1981, Alain Markusfeld Live. En 1984, il joue du piano sur un single intitulé Les rêves de Calypso. Il a publié depuis 1 CD de compilations rock, et 6 CD de compositions inédites, de jazz contemporain.

## Biographie
Alain Markusfeld est né en 1950 à Paris. À 16 ans, il monte le groupe « Les Don Dièse » et « Les Alizés ». Il crée ses premières compositions. Il compose et joue dans divers cabarets parisiens et au Golf Drouot.

### Les années 70/80
En 1968, il est engagé par Coluche à La Méthode ancienne en tant que chanteur. En 1969, il signe son premier contrat chez Barclay. Il fera des concerts en 1970 au Golf Drouot, et au Gibus. Son premier disque est édité : Le monde en étages. Alain Markusfeld est à la guitare, accompagné de Jean-Claude Michaud à la basse, Jean Schultheis à la batterie, à l'orgue, au piano, Bernard Duplaix au basson, à la flûte et au saxophone, Denis Lable et Jean-Pierre (Rolling) Azoulay à la guitare, Tommy Brown à la batterie, Suzy Hallyday aux chœurs, Claude Achalle est à la prise de son.
Le son tombé du ciel sera son deuxième album, en 1971, enregistré aux studios Strawberry du Château d'Hérouville par Dominique Blanc-Francard. Alain Markusfeld est à la guitare et au chant, Joël Dugrenot (du groupe Zao) est à la basse et à la contrebasse, Geza Fenzl (du groupe Dynastie Crisis) à la batterie et aux percussions et Laurent Thibault est au piano électrique, sur le morceau éponyme.
Cette année-là, un extrait de l'album Le son tombé du ciel, le morceau Êve, est choisi pour la bande originale du film La Cravache de Pierre Kalfon.
Le titre Dors Madère de l'album Le Monde en étage, figurera sur la compilation éditée par le magazine EXTRA, aux côtés de Jimi Hendrix, John Mc Laughlin...
La même année, sur la compilation Puissance 13 + 2 (Thélème réf. 6641 037), il compose et interprète Iguanes, avec Geza Fenzl à la batterie et Joel Dugreno à la basse, enregistré au Château d'Hérouville.
Alain participera à la Fête de l'Humanité en trio avec Jean Schultheis et Jean-Claude Michaud.
En 1972, il compose et enregistre le single La Croix de Modez / l'Épave. Il est accompagné de Jean-Claude Michaud, avec Jean Schultheis et Dominique Blanc-Francard à l'enregistrement.
En 1973, sort le single intitulé Le Gluemour, sur lequel il joue des guitares, et sur la face B, le titre Le Requin central, où il est également au piano. Le Gluemour est choisi par Sam Bernett comme indicatif de son émission Super Club sur RTL.
Plusieurs cessions auront lieu au studio l'Aquarium et au studio Damien. Les titres n'ont jamais été distribués. S'enchaîne une période de concerts au Bilboquet, à Paris, en 1976.
L'album Le Désert noir sort en 1977, sous le label EGG Barclay. Alain est aux guitares, à la basse et aux claviers. Jean-François Leroi l'accompagne à la batterie et aux percussions. L'album comprend également une partie des sessions enregistrées au studio Damien, dont le titre Le désert noir, avec Patricia Pernoo au chant, Didier Alexandre à la basse électrique et Coco Ameziane aux percussions (sur Bulgaro-feld).
La même année, Alain rejoint le groupe de Joan-Pau Verdier, pour qui il composera, entre autres, Tabou-le-Chat, Easy Cat Rock et Achacadabra. Il sera le guitariste du groupe pendant un an, participera à la Fête de l'Humanité devant 120.000 personnes, puis jouera au Théâtre de la Ville à Paris, ainsi qu'à la première édition du Printemps de Bourges.
Il fait des concerts en duo avec Michel Ripoche, notamment pour l'édition 1978 du Printemps de Bourges. Il sort l'album Platock, avec la participation de Jean Schultheis aux percussions sur Platock III et Patricia Markusfeld aux voix, ainsi que Claude Achalle à la prise de son. Il fait des concerts au Lucernaire et au Palais des Arts, à Paris.
Le 3 juillet 1978, il fait un concert à l'Olympia, à la guitare, en solo.
En 1979, Alain compose l'album Contemporus sur lequel il joue également toutes les parties piano, guitare, orgue, percussions, avec la voix de Patricia Pernoo. Le pressage est américain sur JEM records.
Il participe à une tournée en Belgique en 1980, Au travers, à Bruxelles et à Liège. Il donne des concerts au Festival de jazz de Nancy.
En 1981, il édite et publie l'album Alain Markusfeld Live, enregistré en public, à Courbevoie, en un seul concert, et sur lequel il joue en solo du piano et de la guitare.
En 1982, il fait des tournées en Bretagne.
Il composera et interprétera en 1984 le single Les rêves de Calypso (avec Town's gold en face B).
En 1992, sort une ré-édition en CD de l'album Puissance 13+2 de 1971 avec le morceau Iguane.

### Les années 2000
Depuis 1985, Alain Markusfeld compose et joue de la musique contemporaine et de jazz.
Le Fleuve sera composé en 1989/1990, et non publié.
Il y avait une demande, de France et de l'étranger, pour ré-éditer des titres des années 1970. L'idée générale était de choisir des morceaux qui puissent s'intégrer de manière cohérente dans un album patchwork, et qui puissent rendre compte d'une démarche musicale qui évolue en permanence au fil du temps.
En 2012, Alain décide d'éditer le CD Roll over the Eiger trail, une compilation de titres des années 1970/80/90 (Le Désert noir, Bulgarofeld, Hot Love, Fayava, Platock 2 et 3, Atlantis Rock) et d'inédits de Le Fleuve. Son style est particulier, quel que soit l'instrument employé ou la forme de la composition ; il est dans une évolution permanente, en gardant une essence musicale qui reste proche du jazz et parfois du classique.
L'évolution de ses compositions reste dans une certaine lignée : créer, déstructurer, et recomposer les mélodies et les harmonies. À la guitare, Alain a cette faculté de désaccorder et réaccorder l'instrument en cours de morceau et en mesure.
En 2015, il édite le CD, Le Cri du Photon Solitaire, avec 12 titres inédits.

« Il y a une sorte d'exploit technique dans la manière de faire. Alain Markusfeld interprète toutes les parties au clavier, aussi bien les lignes mélodiques, que les accompagnements rythmiques ou harmoniques. La fusion est totale sans que l'on ressente le moindre effort, ce qui est la marque d'un certain aboutissement. »

— Philippe Langlart - Ouest France
À compter de cet album, il sera régulièrement distribué sur les plateformes, les radios via Jango, qui lui attribuera son propre média Alain Markusfeld's radio, et sera diffusé sur les playlists de What the France dans la catégorie Jazz.
En 2017, sort le CD Chaos or not ? avec 19 titres inédits, dont Chaos Dancing, nommé meilleur titre dans la catégorie « jazz » par la plateforme TuneCore.

« En écoutant ses compositions, il se peut que certains s'interrogent... eh bien non, il n'y a pas d'autres instrumentistes dans cet album et pas de programmation non plus. »

— Là où ça bouge - France 3 - Jacques Perrotte
En 2019, il sort son 16e album : Birds on call, avec 11 titres inédits :

« Tous les instruments qui sont joués dans cet album sont joués dans les conditions du direct. »

— France Bleue - Jacques Sauvage

« Un très bel album de jazz qui exprime la complexité de l'âme humaine... »

— Jacques Perrotte
En 2020, il sort le CD Astéroïde vagabond, double album avec 16 titres inédits :

« Et l’Astéroïde Vagabond,

Fit le tour de l'île,

L’Astéroïde Amoureux,

S'évanouit dans les cieux... »

— AM
Janvier 2022, sort le CD Steppe Martienne avec 11 titres inédits.
En décembre 2022, sort le CD Chroniques de l'éphémère, avec 20 titres inédits.

« Cela fait longtemps qu’il creuse son sillon discographique dans le jazz contemporain, il fait tout chez lui, tout seul et c’est un petit bijou. »

— Jacques Perrotte, émission Là où ça bouge, France 3
En septembre 2023, sort le CD Hors Cadre, avec 14 titres inédits.

## Discographie

### Albums vinyle
- 1970 : Le monde en étages
- 1971 : Le son tombé du ciel
- 1977 : Le désert noir
- 1978 : Platock
- 1979 : Contemporus
- 1981 : Live (double album)

### CD et sur plateformes numériques
- 2015 : Le cri du Photon Solitaire
- 2017 : Chaos or Not?
- 2019 : Birds on Call
- 2020 : Astéroïde vagabond (double album)
- 2021 : Steppe Martienne
- 2022: Chroniques de l'éphémère
- 2023: Hors Cadre
- 2024: Clic on the crique

### Singles
- 1972 : L’épave / La croix de Modez
- 1973 : Le requin central / Le gluemour
- 1978 : Fayava (extraits) / Platock concerto (extraits 1er mouvement)
- 1984 : Les rêves de Calypso / Town’s Gold

### Compilations
- 2012 : Roll Over the Eiger Trail

### Participations et morceaux isolés
- 1970 : Album Le Mutant du groupe Trust (Philips 6311 065)[13]
- 1971 : Dors madère sur l'album Extra (Barclay 808 19 10)
- 1972 : Iguanes sur l’album Puissance 13 + 2 (Thélème/Philips 6641 037)
- 1977 : Album Tabou-le-Chat de Joan-Pau Verdier (guitares électrique et acoustique, vocaux, composition sur 3 morceaux) Réédition cd en 2010 chez l'Yeuse Productions[14]

## Pour approfondir